# Nuevo San Carlos, Mexiko
Nuevo San Carlos är en ort i Mexiko.   Den ligger i kommunen Altamirano och delstaten Chiapas, i den sydöstra delen av landet, 800 km öster om huvudstaden Mexico City. Nuevo San Carlos ligger 1 214 meter över havet och antalet invånare är 560.
Terrängen runt Nuevo San Carlos är kuperad. Runt Nuevo San Carlos är det ganska glesbefolkat, med 30 invånare per kvadratkilometer. Närmaste större samhälle är Veinte de Noviembre, 14,7 km sydväst om Nuevo San Carlos. I omgivningarna runt Nuevo San Carlos växer i huvudsak städsegrön lövskog.